# Ciutat dormitori
Una  ciutat dormitori  és una comunitat urbana de caràcter essencialment residencial, els habitants en la seva majoria viatgen diàriament a treballar a una localitat propera. Tot i així no es fa servir per totes les ciutats que compleixen aquestes característiques, essent el nivell econòmic dels seus habitants el que ho determina. Si la ciutat té un bon nivell econòmic s'anomena "zona residencial" si la ciutat té origen humil i de classe treballadora s'anomena "ciutat dormitori". Es tracta doncs d'una etiqueta plena de prejudicis per tots els habitants de la ciutat.
La diferència entre una  ciutat dormitori  i un suburbi no és sempre clara. En general, es considera que un suburbi es desenvolupa en les àrees adjacents als principals centres d'ocupació, mentre que una ciutat dormitori creix originalment en una zona rural o semi-rural. Aquesta distinció es perd quan el creixement urbà uneix a les dues comunitats.
Les ciutats dormitori en general són part de l'Àrea Metropolitana d'una ciutat. Per exemple, a la ciutat colombiana de Cúcuta és molt comú que les constructores desenvolupin projectes d'habitatge en els municipis de Villa del Rosario i Los Patios (Àrea Metropolitana de Cúcuta) pel menor preu dels terrenys i per la tranquil·litat que es viu en aquests llocs.
A Espanya, alguns exemples són Móstoles i Coslada a Madrid, Getxo a Biscaia (àrea metropolitana de Bilbao), i Santa Cruz de Bezana a Cantàbria (àrea metropolitana de Santander-Torrelavega).
El problema de la descongestió de les grans ciutats és solucionat mitjançant la creació d'aquestes ciutats dormitori, o també anomenades ciutats satèl·lit. Això anuncia la transició de la societat industrial a la postindustrial, orientada a l'oci i al consum.